# Forêt de Châteauneuf-en-Thymerais
Gérée par l'Office national des forêts (ONF), la forêt de Châteauneuf-en-Thymerais est une forêt domaniale française qui s’étend sur 1 743 hectares au cœur du plateau céréalier du Thymerais, entre les terroirs de la vallée de l’Eure et du Perche.
Située dans l'ancien canton de Châteauneuf-en-Thymerais, elle est l'une des plus grandes forêts du département d'Eure-et-Loir après celles de Senonches et de Dreux.

## Histoire et géographie
La forêt de Châteauneuf est l'un des vestiges de la grande forêt qui couvrait jadis la région et qui fut défrichée au Moyen Âge sur le Perche. Connue avant le VIe siècle, cette appellation n'est pas à confondre avec l'ensemble formé par les circonscriptions politiques établies sur l'ancienne silva Pertica.
Située aux alentours de Châteauneuf-en-Thymerais en pleine région naturelle du Thymerais, elle est le fruit de la réunion  de l’ancienne forêt royale, de divers bois appartenant à des religieux et par l’acquisition en 1965 du bois de Jaudrais.
Elle  abrite deux pyramides du XVIIIe situées au Rond de France et au Rond du Roi. Ces édifices servaient de bornes sur la route forestière royale et de points de ralliement pour la chasse à courre sous l’Ancien Régime. La chasse est encore pratiquée dans ce massif. On note néanmoins un accroissement continu du cheptel de cervidés notamment les populations de chevreuils, cerfs et biches.
Un circuit de randonnée en VTT de 24 km existe au départ de Châteauneuf et va jusqu'à la vallée de la Blaise via les villages de Saint-Ange-et-Torçay, Saint-Jean-de-Rebervilliers et Fontaine-les-Ribouts.

Les Pyramides
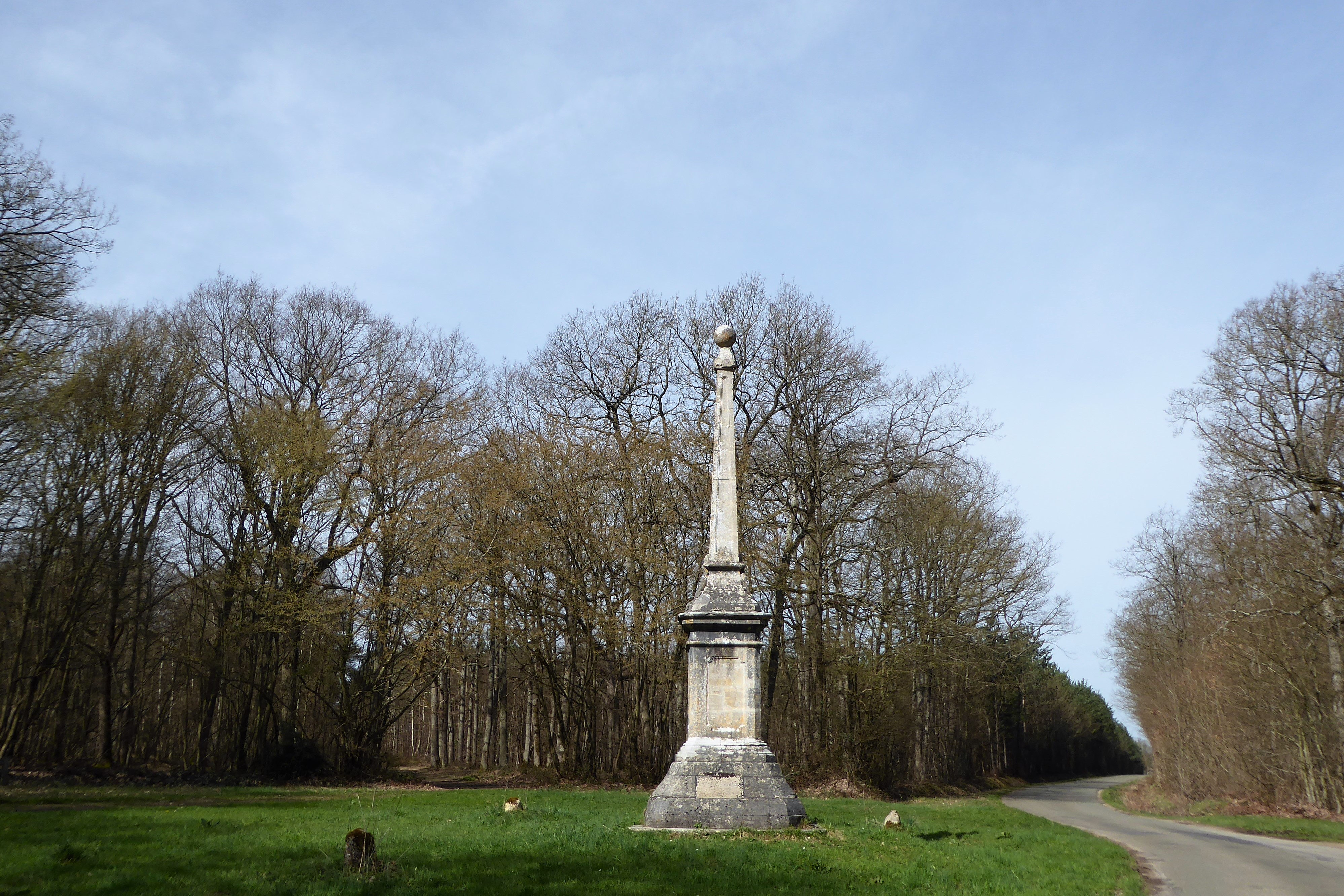
La pyramide du rond de France, délimitant les communes de Saint-Maixme-Hauterive, Châteauneuf-en-Thymerais et Saint-Jean-de-Rebervilliers[3].
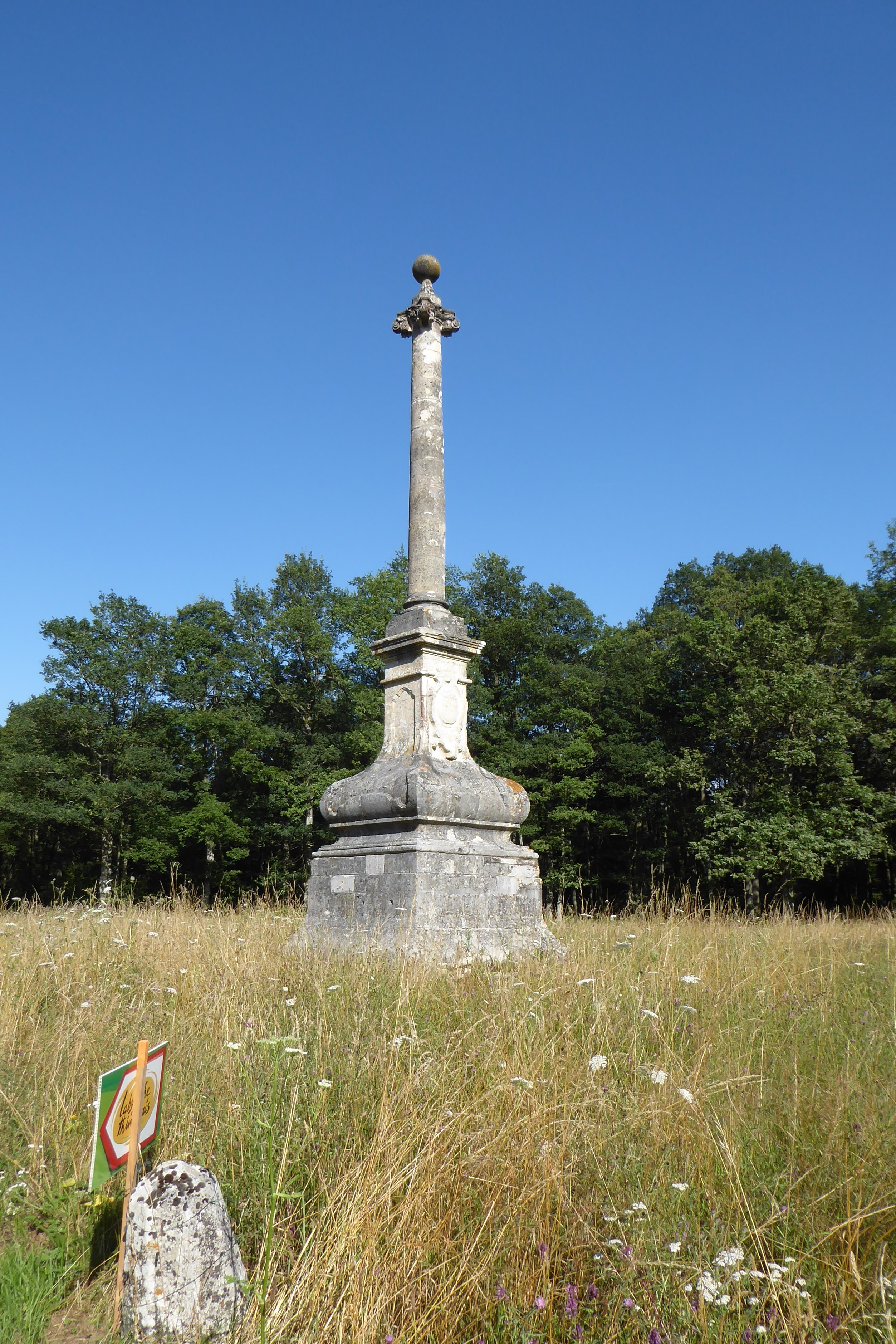
Pyramide du rond du Roi, sur la limite séparant Thimert-Gâtelles et Saint-Maixme-Hauterive.

## Les essences forestières
Malgré l'introduction d'essences résineuses qui ont contribué à la diversification botanique, la forêt est composée d'essences feuillues diverses, principalement de chêne. La forêt est affectée à la production de bois d’œuvre.

## Arbres remarquables
Les « Quatre Frères de Bigeonnette » ont disparu pendant la tempête de fin décembre 1999. Un autre arbre remarquable, le Chêne Saint-Jean, a été abattu en février 2009.